# Дулузауреби
Дулузауреби (груз. დულუზაურები) — село в Грузии, на территории Тианетского муниципалитета края (мхаре) Мцхета-Мтианети.

## География
Село находится в центральной части Грузии, на левом берегу реки Иори, на расстоянии приблизительно 5 километров (по прямой) к северо-северо-востоку от посёлка городского типа Тианети, административного центра муниципалитета. Абсолютная высота — 1170 метров над уровнем моря.

## Население
По результатам официальной переписи населения 2014 года в Дулузауреби проживало 58 человек (31 мужчина и 27 женщин). В национальной структуре населения грузины составляли 98,3 %.
| Год  | Население, человек |
| ---- | ------------------ |
| 2002 | 101                |
| 2014 | ↘ 58               |